# Ермаково (Калининградская область)
Ермако́во — посёлок в Правдинском муниципальном округе Калининградской области России.

## Население
| 2002 | 2010 |
| ---- | ---- |
| 322  | ↗334 |

## Улицы
- ул. Горького,
- ул. Калининградская,
- ул. Колхозная,
- ул. Пограничная,
- ул. Школьная.